# Universidad Técnica de Oruro
Die Technische Universität Oruro (spanisch: Universidad Técnica de Oruro, UTO) ist eine von zehn öffentlichen Universitäten in Bolivien. Sie befindet sich in der Stadt Oruro.
Die Universität wurde am 15. Oktober 1892 gegründet und erhielt den Namen Distrito Universitario de Oruro. Im Jahr 1937 wurde sie in Universidad San Agustín umbenannt und erhielt 1941 unter dem Dekan Josermo Murillo Vacarreza (1897–1987) ihren heutigen Namen.